# 11485 Zinzendorf
11485 Zinzendorf este un asteroid din centura principală de asteroizi.

## Descriere
11485 Zinzendorf este un asteroid din centura principală de asteroizi. A fost descoperit pe 8 septembrie 1988 la Tautenburg de Freimut Börngen. Asteroidul prezintă o orbită caracterizată de o semiaxă mare de 3,16 ua, o excentricitate de 0,16 și o înclinație de 1,7° în raport cu ecliptica.